# ネクスト・アルバム
『ネクスト・アルバム』（Next Album）は、ジャズ・サックス奏者ソニー・ロリンズが1972年に制作・発表したアルバム。1960年代末から活動停止していたロリンズにとっては復帰作に当たり、また、マイルストーン・レコードへの移籍第一弾でもある。

## 解説
1972年3月14日、ロリンズは馴染み深いヴィレッジ・ヴァンガードでライブを行い、本格的に活動を再開。そして7月14日、実に6年ぶりのスタジオ・レコーディングを行う。本作の冒頭2曲（レコードA面）では、エレクトリック楽器を導入し、来るべきフュージョン時代を見据えた音作りを行った。また、「ポインシアナ」では、初めてソプラノ・サックスを吹いている。それでいて、ロリンズの持ち味である温かみや楽しさは不変で、高い支持を得る。後半3曲は、従来のアコースティック・ジャズ路線で、「エヴリホエア・カリプソ」は、ロリンズが得意とするカリプソ風のスタイル。

## 収録曲
1. プレイン・イン・ザ・ヤード - "Playin' in the Yard"（Sonny Rollins）
2. ポインシアナ - "Poinciana"（Simon, Bernier）
3. エヴリホエア・カリプソ - "The Everywhere Calypso"（S. Rollins）
4. キープ・ホールド・オブ・ユアセルフ - "Keep Hold of Yourself"（S. Rollins）
5. スカイラーク - "Skylark"（Carmichael, Mercer）

## 演奏メンバー
- ソニー・ロリンズ - テナー・サックス、ソプラノ・サックス
- ジョージ・ケイプルス - ピアノ、エレクトリックピアノ
- ボブ・クランショウ - ベース、エレクトリックベース
- ジャック・ディジョネット - ドラム（on 1.4.）
- デヴィッド・リー - ドラム（on 2.3.5.）
- アーサー・ジェンキンス - パーカッション（on 1.3.）